# Parc national de Lamington
Le parc national de Lamington est un parc national situé au Queensland en Australie. Il est situé sur le plateau de Lamington à 75 km au sud de Brisbane. Il est classé en tant que parc des réserves des forêts ombrophiles centre-orientales de l'Australie au patrimoine mondial de l'UNESCO. La plus grande partie du parc est située à environ 900 mètres d'altitude, à moins de 30 kilomètres des rives de l'océan Pacifique.
Le plateau et les falaises du parc et du parc national de Springbrook sont les restes nord et nord-ouest d'un énorme volcan vieux de 20 millions d'années, le Wollumbin, l'actuel mont Warning. Les cours d'eau que sont : la Nerang River, la Albert River et la Coomera River ont tous les trois leur source dans le parc.

## Histoire
Pendant plus de 6 000 ans, les aborigènes ont vécu et exploré cette région mais il y a environ 900 ans leur population avait commencé à décliner.
Le capitaine Patrick Logan et le botaniste Allan Cunningham furent les premiers européens à visiter la région, et l'abattage des arbres commença peu après.
Quelques-uns des premiers colons européens comme Romeo Lahey se rendirent compte très vite de la beauté de ses paysages et se battirent pour en faire une des premières zones protégées du Queensland. La famille O’Reilly créa un centre d'accueil près du parc en 1926 et les membres fondateurs du parc national construisirent le lodge de Binna burra dans les années 1930.
Le parc doit son nom à Alexander Baillie-Cochrane, Lord Lamington.

## Cascades
Le parc abrite de nombreuses chutes d'eau telles que les chutes Elabana et Running Creek au sud du parc. Les chutes Yarrbilgong et Coomera se trouvent, elles, sur la rivière Coomera.

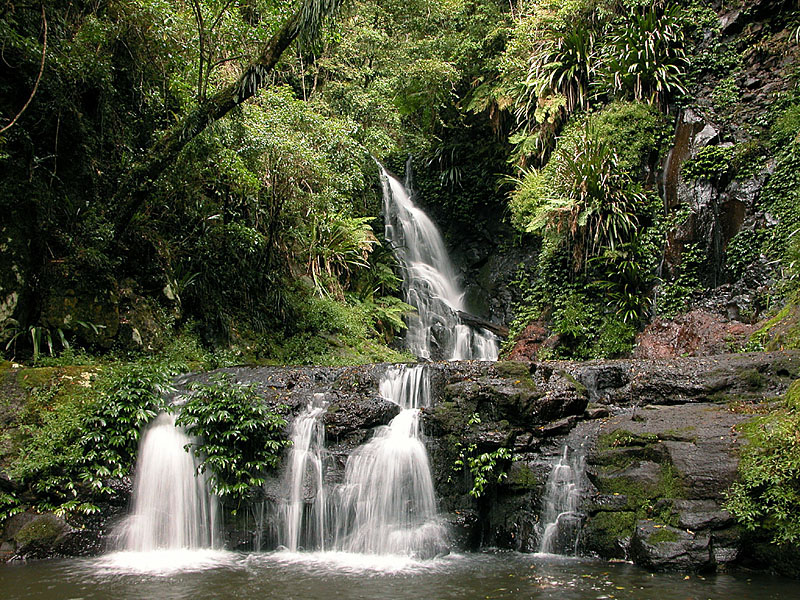
Les chutes Elabana

## Promenades
Le parc possède de nombreux sentiers bien balisés qui ont été aménagés durant la Grande Dépression. Certains sont courts et faciles, d'autres plus ardus et peuvent nécessiter sept heures de marche. Le sentier « Border Track » suit la frontière entre le Queensland et la Nouvelle-Galles du Sud au sommet de la chaine « McPherson Range ». Il fait 21 kilomètres de long et demande environ sept heures de marche.
Un grand nombre de sentiers balisés se connectent sur ce parcours et peuvent être parcourus par des marcheurs relativement inexpérimentés. Ce sont le Box Forest Circuit (10,9 km ou 4 heures de marche), le Toolona Creek Circuit (17,4 km ou 6 heures de marche) et le Albert River Circuit (20,6 km ou 7 heures de marche) pour ne citer que les plus connus. Si le Border Track reste sensiblement tout au long à la même altitude, beaucoup de circuits descendent à des altitudes de 750 mètres et même moins et permettent de découvrir la variété exceptionnelle de la flore, de la faune et des paysages du parc.
Pour les marcheurs expérimentés, il y a de nombreux autres chemins pour eux dont certains ne peuvent être parcourus qu'avec un accompagnateur connaissant bien le parc. 
Il est interdit de passer la nuit dans le parc sans permis.  
On peut y rencontrer des sangsues, des serpents et des arbres malodorants....